# محرك

صورة متحركة تمثل أربعة ضربات لمحرك احتراق داخلي:1- سحب رذاذ الوقود والهواء. 2- ضغط المخلوط.
3- إشعال. 4- إخراج العادم.

المحرك هو آلة تحوّل أشكال الطاقة المتنوعة إلى طاقة حركية. من أشكال الطاقة المستخدمة الطاقة الحرارية (كما في محرك الاحتراق الداخلي) والطاقة الكامنة (مثل طاقة المجال الجاذبي للأرض كما يتم استغلالها في توليد الطاقة الكهرومائية)، والطاقة الحرارية (مثل الطاقة الحرارية الأرضية)، والطاقة الكيميائية، والطاقة الكامنة الكهربائية، والطاقة النووية (من الانشطار النووي أو الاندماج النووي). توّلد العديد من هذه العمليات الحرارة كشكل وسيط من أشكال الطاقة؛ وبالتالي فإن المحركات الحرارية لها أهمية خاصة. الطاقة الميكانيكية لها أهمية خاصة في النقل، ولكنها تلعب أيضًا دورًا في العديد من العمليات الصناعية مثل القطع والطحن والسحق والخلط.
تحول المحركات الحرارية الميكانيكية الحرارة إلى حركة من خلال عمليات ديناميكية حرارية مختلفة. محرك الاحتراق الداخلي هو المثال الأكثر شيوعًا للمحرك الحراري الميكانيكي حيث تتسبب الحرارة الناتجة عن احتراق الوقود في الضغط السريع لمنتجات الاحتراق الغازية في غرفة الاحتراق، مما يتسبب في تمددها ودفع المكبس، الذي يدير العمود المرفقي. على عكس محركات الاحتراق الداخلي، ينتج محرك رد الفعل (مثل المحرك النفاث) قوة دفع عن طريق طرد كتلة تشغيلية، وفقًا لقانون نيوتن الثالث للحركة.
أما المحركات الكهربائية فتقوم بتحويل الطاقة الكهربائية إلى حركة ميكانيكية، وتستخدم المحركات الهوائية الهواء المضغوط، وتستخدم المحركات الآلية في الألعاب التي تعمل باللف الطاقة المرنة. في الأنظمة البيولوجية، تستخدم المحركات الجزيئية، مثل الميوسينات في العضلات، الطاقة الكيميائية لخلق القوى والحركة في النهاية (محرك كيميائي، ولكن ليس محركًا حراريًا). 

رسم متحرك توضيحي للمحرك الكهربائي بتيار مستمر مزود بمبدل وفرش.

## أنواع المحركات
محركات الاحتراق بالوقود، ومن أشهر محركات الاحتراق:
- محرك ديزل
- محرك أوتو
- محرك ستيرلينغ
- محرك الاحتراق الداخلي
- محرك احتراق خارجي
- المحرك البخاري
- محرك كهربائي
- محرك VC-Turbo

وعادةً ما نجد المحركات البخارية في ميدان تحريك الآلات وخاصة النقل كالسيارات والسفن. وتوجد محركات أخرى لا تولد الحركة عن طريق إحراق الوقود مثل المحركات الكهربائية.

## طريقة عمل محركات الاحتراق الداخلي
طريقة عمل محرك الاحتراق الداخلي الرباعي حسب هذه المراحل:
1. المرحلة الأولى: وهو (شوط سحب رذاذ الوقود) ويكون المكبس (piston) في وضع النزول لأسفل.
2. المرحلة الثانية: وهو (شوط الضغط) ويكون المكبس في وضع الصعود لضغط مخلوط الهواء والوقود.
3. المرحلة الثالثة: وهو (شوط الإشعال)ويكون المكبس وضع النزول لأسفل.
4. المرحلة الرابعة: وهو (شوط طرد العادم) ويكون المكبس في وضع الصعود.

رسم بياني يوضح ازاحة المحرك الذي يعمل بالبنزين ويتكون هنا من أربعة اسطوانات

خطوات عمل المحرك الذي يعمل بالبنزين (وهو يختلف عن محرك الديزل):
- مرحلة السحب: يقوم المكبس (piston) بسحب المخلوط الذي يتكون من الهواء والبنزين.
- مرحلة الضغط : يقوم المكبس بضغط المخلوط لأعلى لأقصى درجة.
- مرحلة الإشعال : تقوم شمعة الشرر بإشعال المخلوط ينتج عن ذلك انفجار المخلوط فيعمل على دفع المكبس لأسفل بقوة.
- مرحلة الطرد : يقوم المكبس بطرد نواتج الاحتراق خارج الأسطوانة.

وتتكرر هذه العملية على التوالي بترتيب معين للأسطوانات بحسب عدد الأسطوانات وشكل المحرك. ويبين الشكل طريقة عمل المحرك الرباعي الأشواط.

## كفاءة محرك البنزين
يضع القانون الثاني للحرارة حدا أقصى لكفاءة الآلة الحرارية سواء كانت تعمل بالبنزين أو بالبخار. وحتى لو فرض أن الآلة مثالية ولا تفقد حرارة بالاحتكاك فهي لا تستطيع تحويل كمية الحرارة المعطاة لها إلى شغل. والحدود المتحكمة في ذلك هي درجة الحرارة T1 المتولدة في المحرك، ودرجة حرارة الوسط المحيط T2 للمحرك والذي يخرج فيه الغاز العادم. مع العلم أننا نعني هنا درجات الحرارة المطلقة أي المقاسة بالكلفن. وتعطينا معادلة كارنو العلاقة لآلة تعمل بين تلك الدرجتين كالآتي:
{\displaystyle \eta _{th}\leq 1-{\frac {T_{2}}{T_{1}}}\,}
وهذا الحد يسمى  كفاءة دورة كارنو وهي تعطي كفاءة آلة مثالية لا يحدث فيها أي فقد للحرارة أو احتكاك. ولا يمكن لأي آلة عملية تعدي ذلك الحد مهما كانت تركيبتها.
وبالمقارنة بمحرك السيارة يحرق البنزين في أسطوانة السيارة عند درجة حرارة T1108 كلفن وباعتبار درجة حرارة الجو T2=294 كلفن، يمكننا حساب الحد الأقصى لكفاءة محرك البنزين، وهو يعطى بالعلاقة الآتية:
{\displaystyle \eta _{th}\leq 1-{\frac {294K}{1089K}}=73.0\%\,}
ونظرا لظروف تشغيل آلة حقيقية يحدث فيها احتكاك وفقد لا خلاص منه للحرارة تكون كفاءة محرك البنزين أقل كثيرا عن كفاءة دورة كارنو. وتصل كفاءة محرك الاحتراق الداخلي بين 30% و 35% فقط.

## أجزاء المحرك
يتكون محرك السيارة من عدة أجزاء رئيسية:

صورة متحركة تمثل 4 ضربات لمحرك احتراق داخلي: 1- سحب رذاذ الوقود والهواء. 2- ضغط المخلوط. 3- إشعال. 4- إخراج العادم

1. الاسطوانة: تعد الأسطوانة الجزء الرئيسي للمحرك أو وعادة ما تحتوي محركات السيارات على أربعة اسطوانات أو ستة أو ثمانية وفي هذه الحالة يتم ترتيب الأسطوانات في المحرك بثلاثة أوضاع فإما تكون مرتبة على خط مستقيم أو ترتب في خطين متوازيين أو على شكل حرف V، لكل شكل مجموعة مزايا وعيوب تميزه عن غيرة من حيث تقليل ارتجاج المحرك وكفاءته وسرعته.
2. البوجيه: تقوم هذة القطعة بتوليد الشرارة الكهربية في لحظة انضغاط الخليط (الهواء والبنزين) لتحدث الاحتراق اما في محركات الديزل لا توجد هذه القطعة حيث يحترق الوقود نتيجة لارتفاع درجة حرارته.
3. الصمامات: لكل اسطوانة صمامين واحد لادخال الوقود والهواء والثاني لإخراج ناتج الاحتراق وكلاهما يفتحا ويغلقا حسب الشوط ولكن في حالة شوط الانضغاط يغلقا تماما.
4. المكبس: وهو قطعة من الصلب تتحرك للأعلى والأسفل داخل الاسطوانة.
5. حلقات المكبس: توجد حلقات المكبس بين الجزء الخارجي للمكبس والجزء الداخلي للاسطوانة لتسمح بحركة المكبس دون السماح لتسرب خليط الوقود والهواء أو ناتج الاحتراق من التسرب كذلك تمنع من تسرب الزيت إلى داخل الاسطوانة. وعادة ما يحتاج المحرك إلى تغيير هذه الحلقات إذا لوحظ نقصان متكرر في معدل الزيت لانه يكون قد تسرب إلى داخل الاسطوانة
6. غرفة الاحتراق: وهي المساحة التي يحدث فيها الانضغاط والاحتراق وكما لاحظنا فهي تتغير بين قيمة صغرى (عند الانضغاط) وقيمة عظمى (عند سحب الخليط).
7. عمود التوصيل:وهو العمود الذي يوصل المكبس مع عمود ناقل الحركة والذي يجعله يدور في حركة دائرية
8. عمود ناقل الحركة: وهو الذي يعمل على تحريك المكبس للأعلى وللأسفل.
9. وعاء الزيت: وهو وعاء يحتفظ بالزيت ليغمر عمود ناقل الحركة.